# Nemzeti Bajnokság I 2025-26
La Nemzeti Bajnokság I 2025-26 es la 124.ª temporada de la Primera División de Hungría. El nombre oficial de la liga es Fizz Liga por razones de patrocinio. El torneo comenzó el 25 de julio de 2025 y finalizará el 16 mayo de 2026.
El club Ferencváros de la ciudad de Budapest es el campeón defensor, tras conseguir la temporada pasada su trigesimosexta liga de su historia y la sexta consecutiva.

## Sistema de competición
Los doce equipos participantes jugarán entre sí todos contra todos tres veces totalizando 33 partidos cada uno, al término de la jornada 33 el primer clasificado se coronará campeón y obtendrá un cupo para la Primera ronda de la Liga de Campeones 2026-27, el segundo y tercer clasificado obtendrán un cupo para la Segunda ronda de la Liga Conferencia 2026-27 y los dos últimos clasificados descenderán a la Nemzeti Bajnokság II 2026-27.
Un tercer cupo para la Primera ronda de la Liga Europa 2026-27 será asignado al campeón de la Copa de Hungría 2025-26.

## Ascensos y descensos
| Pos. | Descendidos de la Nemzeti Bajnokság I 2024-25 |
| ---- | --------------------------------------------- |
| 11.º | Fehérvár                                      |
| 12.º | Kecskeméti                                    |

| Pos. | Ascendidos de la Nemzeti Bajnokság II 2024-25 |
| ---- | --------------------------------------------- |
| 1.º  | Kisvárda                                      |
| 2.º  | Kazincbarcikai                                |

## Información de los equipos
| Club                  | Ciudad                 | Estadio                  | Capacidad |
| --------------------- | ---------------------- | ------------------------ | --------- |
| Debreceni VSC         | Debrecen               | Nagyerdei Stadion        | 20,340    |
| Diósgyőri VTK         | Miskolc                | Diósgyőri Stadion        | 15,325    |
| Ferencváros           | Budapest (Ferencváros) | Groupama Aréna           | 22,000    |
| Győri ETO FC          | Győr                   | ETO Park                 | 16,000    |
| Kazincbarcikai SC     | Kazincbarcika          | Városi Stadion           | 4,183     |
| Kisvárda FC           | Kisvárda               | Várkerti Stadion         | 2,850     |
| MTK Budapest FC       | Budapest (Józsefváros) | Hidegkuti Nándor Stadion | 5,322     |
| Nyíregyháza Spartacus | Nyíregyháza            | Városi Stadion           | 10,500    |
| Paksi FC              | Paks                   | Fehérvári úti Stadion    | 6,150     |
| Puskás Akadémia       | Felcsút                | Pancho Aréna             | 3,816     |
| Újpest FC             | Budapest (Újpest)      | Szusza Ferenc Stadion    | 13,501    |
| Zalaegerszegi TE      | Zalaegerszegi          | ZTE Arena                | 14.000    |

## Clasificación
| Pos. | Equipo                | Pts. | PJ | G | E | P | GF | GC | Dif. | Clasificación 2026-27                               |
| ---- | --------------------- | ---- | -- | - | - | - | -- | -- | ---- | --------------------------------------------------- |
| 1    | Puskás Akadémia       | 9    | 4  | 3 | 0 | 1 | 8  | 6  | +2   | Primera fase clasificatoria de la Liga de Campeones |
| 2    | Paksi                 | 8    | 4  | 2 | 2 | 0 | 12 | 7  | +5   | Segunda fase clasificatoria de la Liga Conferencia  |
| 3    | Ferencvárosi          | 7    | 4  | 2 | 1 | 1 | 9  | 4  | +5   | Segunda fase clasificatoria de la Liga Conferencia  |
| 4    | Debreceni             | 7    | 4  | 2 | 1 | 1 | 7  | 6  | +1   |                                                     |
| 5    | Kisvárda              | 7    | 4  | 2 | 1 | 1 | 5  | 7  | −2   |                                                     |
| 6    | Győri ETO             | 6    | 4  | 1 | 3 | 0 | 12 | 7  | +5   |                                                     |
| 7    | Újpest                | 4    | 4  | 1 | 1 | 2 | 5  | 5  | 0    |                                                     |
| 8    | MTK Budapest          | 4    | 4  | 1 | 1 | 2 | 8  | 9  | −1   |                                                     |
| 9    | Nyíregyháza Spartacus | 4    | 4  | 1 | 1 | 2 | 6  | 9  | −3   |                                                     |
| 10   | Zalaegerszegi         | 4    | 4  | 0 | 4 | 0 | 8  | 0  | +8   |                                                     |
| 11   | Diósgyőri VTK         | 2    | 4  | 0 | 2 | 2 | 5  | 12 | −7   | Descenso a NB II                                    |
| 12   | Kazincbarcikai        | 1    | 4  | 0 | 1 | 3 | 4  | 9  | −5   | Descenso a NB II                                    |

Actualizado a los partidos jugados el 17 de agosto de 2025.
 Fuente: Soccerway
Criterios de clasificación: • Puntos • Partidos ganados • Diferencia de gol • Goles marcados • Puntos directos • Diferencia de gol directa • Goles marcados de visita directos • Ranking juego limpio • Sorteo.

## Resultados
| Local \ Visitante     | DEB | DIO | FER | GYO | KAZ | KIS | MTK | NYI | PAK | PUS | UJP | ZTE |
| --------------------- | --- | --- | --- | --- | --- | --- | --- | --- | --- | --- | --- | --- |
| Debreceni             | —   |     |     |     |     |     | 1–0 | 1–2 |     |     |     |     |
| Diósgyőri VTK         |     | —   |     |     | 2–2 |     |     |     |     |     |     | 2–2 |
| Ferencvárosi          |     |     | —   |     | 3–0 |     | a   |     |     | 1–2 | a   |     |
| Győri ETO             |     |     |     | —   |     |     |     |     |     |     | 1–1 |     |
| Kazincbarcikai        | 1–2 |     |     |     | —   |     |     |     |     |     |     |     |
| Kisvárda              |     |     |     |     |     | —   |     |     | 1–5 | 2–1 |     |     |
| MTK Budapest          |     | 5–0 | 1–1 | 2–7 |     |     | —   |     |     |     |     |     |
| Nyíregyháza Spartacus |     |     | 1–4 |     |     | 1–1 |     | —   |     |     |     |     |
| Paksi                 |     |     |     | 3–3 |     |     |     |     | —   |     |     | 2–2 |
| Puskás Akadémia       |     |     |     |     | 2–1 |     |     | 3–2 |     | —   |     |     |
| Újpest                |     | 3–1 | a   |     |     | 0–1 |     |     | 1–2 |     | —   |     |
| Zalaegerszegi         | 3–3 |     |     | 1–1 |     |     |     |     |     |     |     | —   |

| Local \ Visitante     | DEB | DIO | FER | GYO | KAZ | KIS | MTK | NYI | PAK | PUS | UJP | ZTE |
| --------------------- | --- | --- | --- | --- | --- | --- | --- | --- | --- | --- | --- | --- |
| Debreceni             | —   |     |     |     |     |     |     |     |     |     |     |     |
| Diósgyőri VTK         |     | —   |     |     |     |     |     |     |     |     |     |     |
| Ferencvárosi          |     |     | —   |     |     |     | a   |     |     |     | a   |     |
| Győri ETO             |     |     |     | —   |     |     |     |     |     |     |     |     |
| Kazincbarcikai        |     |     |     |     | —   |     |     |     |     |     |     |     |
| Kisvárda              |     |     |     |     |     | —   |     |     |     |     |     |     |
| MTK Budapest          |     |     | a   |     |     |     | —   |     |     |     |     |     |
| Nyíregyháza Spartacus |     |     |     |     |     |     |     | —   |     |     |     |     |
| Paksi                 |     |     |     |     |     |     |     |     | —   |     |     |     |
| Puskás Akadémia       |     |     |     |     |     |     |     |     |     | —   |     |     |
| Újpest                |     |     | a   |     |     |     |     |     |     |     | —   |     |
| Zalaegerszegi         |     |     |     |     |     |     |     |     |     |     |     | —   |